# Kenya Airways
Kenya Airways es la aerolínea de bandera de Kenia, con base en Nairobi. Comenzó a operar el 4 de febrero de 1977, y efectúa vuelos regulares en África, Europa y el subcontinente indio, Con su base de operaciones principal en el Aeropuerto Internacional Jomo Kenyatta, Nairobi. El Aeropuerto Internacional Moi en Mombasa sirve como aeropuerto secundario.

## Historia
La aerolínea fue fundada en febrero de 1977, tras la crisis de la comunidad del este de África que propició la quiebra de East African Airways y fue propiedad del gobierno keniano hasta abril de 1996.
En 1986, la hoja de sesión número 1 fue publicada por el gobierno de Kenia, remarcando las necesidades del país de desarrollarse económicamente y de crecimiento. El documento transmitía la opinión del gobierno de que sería mejor para la aerolínea tener a inversores privados, llegando así al primer intento de privatizar la aerolínea. El gobierno nombró a Philip Ndegwa como director en 1991, con órdenes específicas de privatizar la compañía. Él reformó toda la directiva. En 1992, el papel de Reforma de la entidad pública fue publicado, dando a Kenya Airways prioridad sobre otras aerolíneas nacionales en Kenia para ser privatizada.

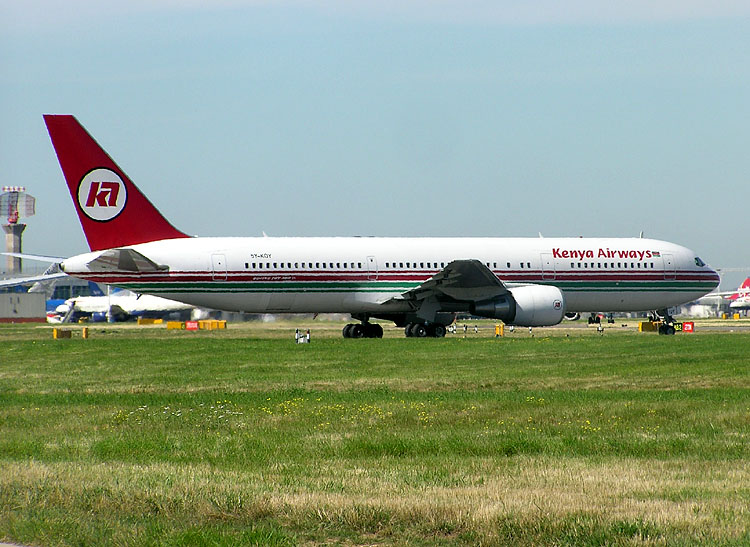
Un Boeing 767-300 en 2005, pintado con la librea anterior.

En el año fiscal de 1993 a 1994, la aerolínea arrojó sus primeros beneficios desde su fundación. También, en 1994, la International Finance Corporation (IFC), fue contratada para presentar asistencia en el proceso de privatización. En 1995, Kenya Airways reestructuró sus deudas y alcanzó un acuerdo con KLM que adquirió el 26 % de las acciones de Kenya Airways convirtiéndose así en su principal accionista. En 1996, las acciones fueron ofertadas a minoristas, y la aerolínea comenzó a cotizar en el mercado de valores de Nairobi. En octubre de 2004, la aerolínea pasó a cotizar en el mercado de valores de Dar-es-Salaam. En abril de 2004, la aerolínea reintrodujo a Kenya Airways Cargo como marca y en julio de 2004, la filial doméstica Flamingo Airlines fue reabsorbida. 
En 2005, Kenya Airways cambió su librea. Las cuatro franjas que recorrían el fuselaje fueron cambiadas por el eslogan "El Orgullo de África". El logo de cola KA fue reemplazado por una estilizada "K" circunscrita en una "Q" para evocar las letras "KQ" de llamada de la aerolínea. En los seis meses previos al 30 de septiembre de 2005, los beneficios tras impuestos aumentaron un 48 % respecto a los 30 millones de dólares alcanzados en el año fiscal 2004-2005 y se transportaron más de 1.2 millones de pasajeros.
En los seis meses previos al 30 de septiembre de 2004, los beneficios tras impuestos fueron de 19.5 millones de dólares, en comparación con los 4.5 millones de dólares del año anterior. Esto se atribuyó a la reestructuración efectuada, con un recorte de costes y rutas y una planificación de flota.
Los resultados del año concluido el 31 de marzo de 2005, los beneficios tras impuestos se triplicaron respecto al periodo 2003-4 al alcanzar los 50 millones de dólares y trasportar a más de dos millones de pasajeros.
Kenya Airways anunció un récord de beneficios en el periodo 2005-06. Los beneficios as impuestos se incrementaron de 3.880 millones de unidades monetarias de Kenia (unos 54 millones de dólares) a 4.830 millones.
En marzo de 2006, Kenya Airways obtuvo el galardón de 'Aerolínea Africana del Año' de 2005, por quinta vez en siete años.
El número de pasaen el año fiscal 2006 (abril de 2006 - marzo de 2007) alcanzó la cifra récord de 2.6 millones.
El 4 de septiembre de 2007, SkyTeam, la segunda mayor alianza aérea del mundo, dio la bienvenida a Kenya Airways como una de sus primeras aerolíneas asociadas oficiales de SkyTeam.
La aerolínea es propiedad de accionistas minoritarios kenianos (30.94 %), KLM (ahora Air France-KLM) (26 %), el gobierno de Kenia (23 %), inversores de Kenia (14.2 %), inversores extranjeros (4.47 %) e inversores minoritarios extranjeros (1.39 %). Tiene 2408 empleados (a marzo de 2007). Kenya Airways también posee el 49 % de Precision Air en Tanzania.

## Destinos
Para la lista completa de destinos, véase: Destinos de Kenya Airways

### Alianza
Kenya Airways es miembro de pleno derecho de SkyTeam desde junio de 2010. La aerolínea proporciona a los pasajeros de Kenya Airways acceso a la red mundial de rutas de las aerolíneas miembro y las instalaciones de pasajeros.

### Acuerdos de código compartido
En septiembre de 2011, la aerolínea tiene acuerdos de código compartido con las siguientes compañías:
- Aeroflot, en las rutas Nairobi–Dubái–Nairobi y Moscú-Dubái-Moscú.
- Air Botswana, en las rutas Nairobi–Gaborone–Nairobi y Gaborone–Harare–Gaborone.
- Air France, en varias rutas a Europa y Norteamérica desde Nairobi.
- Air Mauritius: en la ruta Nairobi–Mauricio–Nairobi.
- Air Nigeria: en la ruta Nairobi–Lagos–Nairobi.
- KLM: como mayor accionista de la aerolínea, opera en connivencia con Kenya Airways en la ruta Nairobi–Ámsterdam–Nairobi, y servicios en código compartido en la red operada por ambas aerolíneas.
- Korean Air, en la ruta Nairobi–Seúl–Nairobi.
- LAM Mozambique Airlines, en la ruta Nairobi–Maputo–Nairobi.
- Precision Air
- TAAG Angola Airlines, en la ruta Nairobi–Luanda–Nairobi

## Entretenimiento a bordo

### Embraer 190
Los aviones Embraer, cuentan, en la actualidad, con pantallas personales de entretenimiento a bordo, ya que se suele utilizar este tipo de avión para vuelos de hasta 4 horas, aunque permanecen inoperativas en los vuelos cortos.

### Boeing 737-800
Los Boeing 737-800 tienen pantallas en el techo en todas las clases de cabina así como ocho canales de audio durante todo el vuelo.

### Boeing 737-700
Los Boeing 737-700 tienen pantallas en el techo en todas las clases de cabina así como ocho canales de audio durante todo el vuelo.

### Aeronaves de largo radio
Las Boeing tipo  Boeing 777-300 y B-787 de la aerolínea disponen de pantallas personales en el asiento en todas las clases de cabina.

## Flota

### Flota Actual
- La media de edad de la flota de Kenya Airways es de 11.4 años, en mayo de 2023.[13]

- En 2004, la aerolínea recibió tres Boeing 767-300ER de 221 asientos y adquirieron dos Boeing 737-700 con winglets. Otros dos B767-300 fueron alquilados en febrero y marzo de GECAS y la flota de Airbus A310 fue retirada. En 2005, Kenya Airways pidió tres Boeing 777-200ER, con la última entrega en febrero de 2007, con un coste aproximado de quinientos millones de dólares.
- Kenya Airways anunció la retirada de la flota de Boeing 737-200, y su reemplazó por aviones Boeing 737-800.[14] Los tres Boeing 737-800 fueron entregados de Singapore Aircraft Leasing Enterprise (SALE)[15]
- En 2006, Kenya Airways pidió seis Boeing 787 Dreamliners y planea reemplazar sus Boeing 767con los Dreamliners, que comenzaría con la entrega de dos aviones en 2010, y cuatro en 2011[16]
- La aerolínea ha acordado alquilar tres Embraer E-170 de 72 asientos de GE Commercial Aviation Services desde mayo/junio de 2007 y junio de 2008. Serán utilizados en rutas regionales/domésticas reemplazando los Saab 340 aircraft.[17]

### Flota Histórica
La compañía operó previamente las siguientes aeronaves:
- Boeing 707-320B[21]
- Boeing 707-320
- Boeing 720B[21]
- Fokker F-27-200[21]

## Incidentes y accidentes
- El 30 de enero de 2000 la aerolínea sufrió su primer accidente fatal cuando un Airbus A310, operando el vuelo 431 se estrelló en el océano Atlántico tras despegar de Abiyán, Costa de Marfil, matando a 169 de las 179 personas a bordo.

- El 5 de mayo de 2007, el vuelo 507, un Boeing 737-800, se estrelló a 5.4 kilómetros al sureste del Aeropuerto Internacional de Douala,[22] tras despegar hacia Nairobi. El vuelo procedía de Abiyán, con parada en Douala para recoger pasajeros. El avión transportaba 108 pasajeros de 26 países y seis tripulantes. Todos perecieron en el accidente. Los esfuerzos de rescate eran complicados debido a la orografía en el lugar del accidente.